# Rovnováha hrůzy
Rovnováha hrůzy (v anglickém originále Balance of Terror) je čtrnáctý díl první řady seriálu Star Trek. Premiéra epizody proběhla 15. prosince 1966.
Díl představuje rasu Romulanů. Velitele romulanské lodi hraje Mark Lenard. Lenard se později v několika epizodách a filmech objevuje také jako Spockův vulkánský otec Sarek. Ve filmu Star Trek: Film (1979) pak hraje klingonského velitele.
V září 2006 byla epizoda Rovnováha hrůzy jako první digitálně remastrovaná.

## Příběh
Hvězdného data 1709.2 se USS Enterprise, pod vedením kapitána Jamese Kirka, vydává na inspekci stanic lemujících Neutrální zónu mezi Romulanským impériem a Federací. Při příletu na místo pan Spock hlásí, že stanice 2 a 3 nejsou na svých místech a asteroidy, na kterých stály, byly rozmetány. Kapitán Kirk má od Flotily jasné příkazy, které spočívají v nenarušení Neutrální zóny. Ta tvoří hranici, která nebyla po století, od dob války, narušena.
Enterprise se daří navázat kontakt se stanicí 4. Komandér Hanson informuje, že stanice 2, 3 a 8 byly zničeny neznámým plavidlem, které je schopno na dva zásahy zničit stanici zabudovanou v železném asteroidu. Štíty stanice 4 jsou zničené a posádka není schopna obrany. Hanson informuje, že nepřítel disponuje dokonalým maskováním lodi a zviditelňuje se pouze pro útok. V závěru vysílání se Enterprise může sama přesvědčit, když cizí plavidlo zničí i stanici 4. Spock vysvětluje, že ačkoliv kdysi probíhala válka, nikdo Romulany nikdy neviděl a není vlastně známo, jak vypadají. Daří se mu ale zachytit signál, který za sebou nechává cizí loď i přes svou neviditelnost. Dedukuje, že loď má stejný směr, jako by mělo romulanské plavidlo vracející se domů. Poručík Uhura zachytává signál z cizí lodě a po přepnutí na obrazovku vychází najevo, že Romulané vypadají velmi podobně jako Vulkánci. Poručík Styles, až fanatický odpůrce Romulanů pro smrt svého předka v dávné válce, podezřívá Spocka, že je pro svou podobu romulanským špehem. Kirk vydává rozkaz vydat se za romulanskou lodí podle signálu tak, aby si mysleli, že jde o jejich odraz.
Velitel romulanské lodi chce získat důkaz o oslabení Federace, a dosáhnout tak další války. Sám nevěří, že stín za jejich lodí není loď Federace. Mezitím na taktické poradě na Enterprise Spock vysvětluje, že romulanské lodi jsou vybaveny technikou, která dokáže zničit i lidem známý nejpevnější materiál. Pan Styles opět obviňuje Spocka a navrhuje, aby romulanská loď byla zničena dříve, než dosáhne Neutrální zóny. Odpůrcem toho je Leonard McCoy, ale Spock mu vysvětluje, že Romulané jsou de facto odnoží Vulkánců, a pokud si zachovali válečné smýšlení, Federace nesmí prokázat slabost. Romulané vlétají do pásu komety a díky tomu je může Enterprise zaměřit. Velitel romulanské lodi toho chce využít pro obrácení lodi proti Enterprise. Kirk si uvědomuje, že podcenil Romulany a je nucen pálit z phaserů na slepo. Daří se mu ale zasáhnout nepřátelskou loď tak, že je při útoku poraněn 1. důstojník romulanského plavidla. Romulanský velitel je rozzuřen a nechává po Enterprise pálit onou ničivou zbraní, která zničila čtyři stanice Federace. Pří úniku před střelou Kirk zjišťuje, že neznámá zbraň má sice ničivou sílu, ale pouze omezený dosah. Těsně před hranicemi se Kirk rozhoduje zvýšit rychlost na warp 8 a střílí naslepo, aby zasáhl nepřátelskou loď ještě před průnikem do Neutrální zóny. Komandér nechává vystřelit do vesmíru falešné trosky a tělo prvního důstojníka, aby zmátl Enterprise. Spock tuto lest odhaluje, ale zároveň hlásí, že ztratili kontakt s útočníkem. Enterprise je tou dobou již v Neutrální zóně. Obě lodě fungují na tichý režim. Po více než 9 hodinách se omylem Spockovi spustí akustický signál, a je tak prozrazena pozice Enterprise. Kirk znovu musí střílet na neurčitý cíl, ale drží se na dostatečné vzdálenosti. Romulanský komandér se rozhodne znovu vypálit falešné trosky, ale umístí do nich jadernou hlavici, určenou pro autodestrukci. Kirk tuto lest prohlédne a na poslední moment stihne hlavici odpálit phaserem. Jeden z romulanských důstojníků apeluje na komandéra, aby dorazil Enterprise poškozenou výbuchem. Ten nejprve odmítá, protože tuší další lest, ale nakonec nátlaku podléhá. Styles ve strojovně hrubě odmítá Spockovu nabídku pomoci. Záhy však začne do strojovny unikat plyn, a to v momentě, kdy Kirk velí pálit z fazerů. Spock se rychle navrací do strojovny, splní rozkaz a zachraňuje osádku strojovny.
Romulanská loď utrpěla fatální poškození a kapitán vysílá signál k Enterprise. Kirk nabízí komandérovi záchranu, ale ten odmítá. Lituje, že se s Kirkem potkali za těchto okolností, protože by v jiné realitě by jistě byli přáteli. Následně spustí autodestrukci své lodi. Při souboji zemřel pouze jediný člen posádky, který se měl ten den ráno ženit, ale svatbu přerušila právě zpráva o událostech okolo základen Federace. Zároveň přichází dodatečně také zpráva z velení Flotily, že Kirk má při vstupu do Neutrální zóny jeho podporu.